# 1694
Cette page concerne l'année 1694  du calendrier grégorien.
L'année 1694 est une année commune qui commence un vendredi.

## Événements
- 23 janvier - 6 février, Brésil : attaque et destruction du quilombo de Palmares (quilombo) par Domingos Jorge Velho et Vieira de Mello. Le chef des révoltés Zumbi Dos Palmares doit s'enfuir[1].
- 27 juin, expédition de la Jamaïque. Les flibustiers du gouverneur de Saint-Domingue Jean-Baptiste du Casse débarque à Cow Bay, brûlent des centaines de maisons et s'emparent de 1 300 esclaves[1].
- 18 juillet : les Français de Claude-Sébastien de Villieu, assistés de 250 Abénaquis, attaquent Oyster River (aujourd'hui Durham, dans le New Hampshire). Une centaine de colons anglais sont massacrés et 60 sont faits prisonniers[2].

- 7 - 8 août : couronnement de Huseyin, chah séfévide de Perse (fin de règne le 22 octobre 1722)[3].
- 20 août : William Penn est rétabli dans ses fonctions[4]. Émeutes contre la perception des quitrents en Pennsylvanie.
- 14 octobre : capture de York Factory. Pierre LeMoyne d'Iberville s’empare du fort Nelson de la baie d’Hudson au Canada[5].

- Europe : la grande famine de 1693-1694 se poursuit.
- Japon : dix guildes d’Edo reçoivent une approbation officielle du shogounat[6].
- Guerre civile au Laos à la mort de Souligna Vongsa (Surinyavongsa) et morcellement du royaume du Lan Xang sous la suzeraineté du Vietnam : Sai Ong Huê s’empare de Ving-chan (royaume de Vientiane), King Kitsarath de Luang Prabang (1707), Chao Soi Sisamout se proclame roi de Champassak (1713)[7].

### Europe
- 4 février[8] : début du règne personnel de Pierre le Grand à la mort de sa mère Nathalie Narychkine[9]. Il s’entoure d’hommes nouveaux : Menchikov, Golovkine, Chafirov, Kourakine, etc. Il réforme l’administration pour améliorer le rendement de l’impôt et renforcer son pouvoir et pratique une politique d’européanisation et d’affermissement de la grandeur russe.

- 23 mai : édit de tolérance qui garantit le rétablissement des Vaudois dans leurs vallées reconquises[10].
- 27 mai : Noailles, victorieux à la bataille de la rivière Ter, progresse en Catalogne[11].

- 6 - 9 juin : Noailles prend Palamós[11].
- 17 juin : début du siège de Gérone[11].
- 18 juin : bataille de Camaret. Une tentative de débarquement anglo-hollandaise en rade de Brest est repoussée par Vauban[11].
- 29 juin :
  - Bataille du Texel. Jean Bart reprend un convoi de blé polonais destiné à la France pris par les Hollandais près du Texel[12].
  - Prise de Gérone par Noailles[11].

- 11 juillet[13] : inauguration de l’Université de Halle, en Brandebourg, qui attire les piétistes allemands. Elle accueille les professeurs Francke et Spener, chassés de Leipzig, qui sont à l’origine du piétisme. Thomasine les rejoint et crée une faculté de droit où l’enseignement est donné en allemand.
- 19 juillet : Noailles prend Hostalric sur la route de Gérone à Barcelone[11].

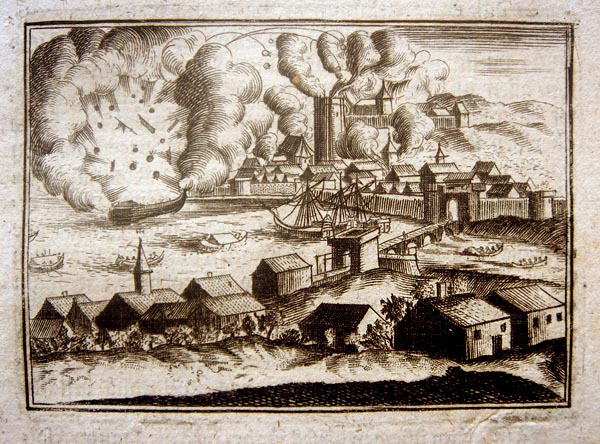
22-23 juillet : bombardement de Dieppe.

- 22-23 juillet : la flotte anglaise bombarde Dieppe qui est en partie détruite, puis le Havre (25-31 juillet)[11].
- 27 juillet : Tonnage Act bill[14]. le Parlement anglais permet l’ouverture de la Banque d'Angleterre à Londres, dans le Mercer's Hall (Cheapside). C’est une société anonyme par action au capital de 1,2 million de livres fondée en vue d’opération financières ; dépôts, gestion de comptes, virements de compte à compte, escompte des effets de commerce, émission de billets de banque. Elle est destinée à financer la guerre à coups d’emprunts.
- 22-25 août : marche de Vignamont au pont d’Espierre. Le maréchal de Luxembourg verrouille la frontière du Nord de la France[15].

- 4 - 22 septembre : Noailles prend Castellfollit et prend ses quartiers d'hiver[11].
- 8 septembre, guerre de Morée : les Vénitiens occupent Chios[16].
- 22 septembre : échec d'une tentative des Anglais contre Dunkerque[11].
- 26 septembre[17] : François II Rákóczi épouse à Cologne Charlotte Amélie de Hesse-Wanfried.
- 28 septembre : le prince d’Orange reprend Huy, près de Liège[11].

- Octobre : formation de la brigade Pétrovienne  en Russie. Les régiments de la garde comptent 15 000 hommes, encadrés par des officiers allemands, écossais ou genevois (Sommer, Gordon, Lefort)[18].

- 22 décembre :  nouveau Triennal Act fixant à trois ans le mandat parlementaire  en Angleterre[19]. Institution d’une liste civile annuelle pour résoudre la question des finances royales. Les besoins spécifiques seront couverts par des lois de finances (Money Bills) votées au coup par coup.

## Naissances en 1694
- 6 avril : baptême de Vincenzo Meucci, peintre italien († 7 novembre 1766).
- 4 juillet :
  - Claudio Francesco Beaumont, peintre et fresquiste italien († 24 juin 1766).
  - Louis-Claude Daquin, compositeur, organiste et claveciniste français († 15 juin 1772).
- 11 juillet : Charles Antoine Coypel, peintre français († 14 juin 1752).

- 16 août : Renaud Outhier, ecclésiastique et homme scientifique français  († 8 mai 1774).

- 21 novembre : Voltaire (François-Marie Arouet), écrivain français († 30 mai 1778).

- Date précise inconnue : Johann Rudolf Dälliker, peintre suisse († 17 avril 1769).

## Décès en 1694
- 17 février : Madame Deshoulières, femme de lettres française (° 1er janvier 1638).

- 8 avril : Nicolás de Villacis, peintre espagnol (° 9 septembre 1616).

- 2 mai : Martin Desjardins, sculpteur français (° 1637).

- 25 juillet : Hishikawa Moronobu, peintre japonais (° 1618).

- 8 août : Antoine Arnauld, théologien janséniste (° 6 février 1612).

- 22 septembre : Henry Neville, écrivain, satiriste et homme politique anglais (° 1620).

- 13 octobre : Johann Christoph Pezel, compositeur allemand (° 5 décembre 1639).

- 7 novembre : Jacques de Claeuw, peintre néerlandais (° 1623).
- 24 novembre : Jean Talon, premier intendant de la Nouvelle-France (° 8 janvier 1626).
- 25 novembre : Ismaël Boulliau, astronome français (° 25 septembre 1605).
- 28 novembre : Matsuo Bashō, poète japonais (° 1644).
- 29 novembre : Marcello Malpighi, médecin et naturaliste italien (° 10 mars 1628).

- 2 décembre : Pierre Puget, sculpteur, dessinateur, peintre et architecte français (° 16 octobre 1620).
- 28 décembre : Marie II d'Angleterre, reine d'Angleterre, d'Écosse et d'Irlande (° 30 avril 1662).

- Date précise inconnue : Fan Qi, peintre de paysages chinois (° 1616).